# 디리이미티 투디
디리이미티 투디(중국어: 迪力依米提·土地, 병음: Dílìyīmǐtí·Tǔdì, 한자음: 적력의미제·토지, 1999년 2월 25일~)는 중화인민공화국의 축구 선수로 포지션은 미드필더이다. 위구르족으로 현재 중국 슈퍼리그의 창춘 야타이와 중국 축구 국가대표팀에서 활동하고 있다.

## 구단 경력
투디는 1999년 2월 25일 중화인민공화국의 신장 위구르 자치구에서 태어났다. 그는 중국 슈퍼리그 2019시즌 이전 광저우 헝다 유소년팀에 입단했고 중국 갑급리그의 신장 톈산 쉐바오로 1년간 임대되었다. 그는 중국 갑급리그 2019시즌에서 23경기에 출전하며 구단이 리그에서 13등을 차지하는데 기여했다.
투디는 2020년 2월 창춘 야타이로 이적했으나 중국 대륙의 코로나19 범유행으로 중국 갑급리그 2020시즌이 연기되면서 구단은 2020년 8월에 그의 이적을 공식적으로 발표했다. 그는 창춘 야타이 소속으로 갑급리그 12경기에 출전해 구단의 갑급리그 우승과 슈퍼리그 승격에 기여했다.

## 국가대표팀 경력
투디는 2022년 EAFF E-1 풋볼 챔피언십에 출전하는 중국 축구 국가대표팀에 선발되어 2022년 7월 20일 중국 대표팀이 대한민국 축구 국가대표팀에 3대 0으로 패배한 경기에서 성인 대표팀 데뷔전을 가졌다.

## 수상 내역
구단
 창춘 야타이
- 중국 갑급리그: 2020[3]